# 1390
| 1390               |
| ------------------ |
| Dødsfald - Fødsler |
|                    |

| Gregoriansk kalender | 1390 MCCCXC             |
| Ab urbe condita      | 2143                    |
| Armensk kalender     | 839 ԹՎ ՊԼԹ              |
| Kinesiske kalender   | 4086 – 4087 己巳 – 庚午 |
| Etiopisk kalender    | 1382 – 1383             |
| Jødisk kalender      | 5150 – 5151             |
| Hindukalendere       |                         |
| - Vikram Samvat      | 1445 – 1446             |
| - Shaka Samvat       | 1312 – 1313             |
| - Kali Yuga          | 4491 – 4492             |
| Iransk kalender      | 768 – 769               |
| Islamisk kalender    | 792 – 793               |

Regent i Danmark: Margrete 1. 1387-1412 og senere formelt Erik 7. af Pommern 1396-1439
Se også 1390 (tal)